# Niki Langhammer
Björn Richard Niki Langhammer, född 27 juli 1961 i Skarpnäcks församling i Stockholm, död 27 september 1999 i Nacka församling i Stockholms län, var en svensk företagare och judoutövare.
Niki Langhammer var son till fotografen Björn Langhammer och författaren Katarina Taikon samt systerson till silversmeden Rosa Taikon. Vidare är han kusin till skådespelaren Ia Langhammer och artisten Jim Jidhed.
Tillsammans med en kompanjon startade Niki Langhammer och halvbrodern Michael Langhammer en revisionsbyrå i Stockholm på 1990-talet. Niki Langhammer var en framgångsrik utövare av kampsporten judo. Den 27 september 1998 vann han veteran-SM, men avled i cancer ett år senare.
Niki Langhammer var från 1987 till sin död gift med Anna Sigurdardottir (född 1960). De fick två döttrar och en son tillsammans.